# PGSA

PGSA-cykeln

PGSA är en svensk översättning av den engelska förkortningen PDSA. Förkortningen PGSA står för de fyra stegen: Planera - Gör - Studera - Agera och förkortningen PDSA står för motsvarande steg på engelska: Plan - Do - Study - Act. Detta är en iterativ fyra-stegsmetod inom kvalitetstekniken och kvalitetsutvecklingen, med syftet att ge stöd till kontinuerligt och systematiskt förbättringsarbete, där genomförande av ett varv leder till små modifieringar av aktiviteter snarare än radikala förändringar av processer.   
Modellen kan ses som en cykel i fyra faser som kan följas om och om igen, varv efter varv. I den första fasen så har ett problem identifierats i verksamheten och man planerar för en lösning till det. När detta är gjort inleds andra fasen där lösningen genomförs. I tredje fasen så studeras effekterna av den lösning som man tillämpat och i den sista fasen så agerar man. Detta beskrivs mer ingående nedan under rubriken Arbetssätt.  
Metoden används av såväl företag som andra organisationer som arbetar med systematiskt förbättringsarbete samt ingår även i lean production och kaizen.

## Historik
PDSA är även känd som Demingcykeln efter Edwards Deming, dock kommer PDSA-cykeln ursprungligen från Walter Shewhart. Även benämningarna förbättringscykel förbättringshjul, PDSA-hjul etc. förekommer.
Sedan 1950-talet har systematiskt förbättringsarbete blivit allt viktigare i tillverkande industri och därigenom har PDSA blivit en alltmer använd och naturlig del av arbete med kvalitetsteknik, kvalitetsutveckling och produktionsteknik. Men PDSA kan ju användas av alla former av verksamhet som vill arbeta systematiskt med förbättringar. 
För mer omfattande förbättringsprojekt, särskilt då under namnet six sigma, används ofta det mer avancerade schemat DMAIC.

## Arbetssätt

### Planera
- Identifiera problemet (detta kan ha gjorts innan arbete inom PDSA inleds)
- Analysera problemet
- Identifiera viktiga parametrar
- Föreslå en eller flera lösningar och planera för hur försök ska genomföras (steget GÖRA) för att testa lösningarna
- Planera för hur steget STUDERA ska utföras redan här, eftersom datainsamling emellanåt kan behöva göras såväl före och under som efter att försök genomförts och således måste vara planerat före genomförande av försöket i GÖRA-steget

### Göra
- Samla eventuellt in mätdata som beskriver läget innan försök gjorts
- Genomför lösningen utifrån planeringen
- Samla eventuellt in mätdata som beskriver läget under tiden som försök genomförs
- Om nya insikter under pågående försök påvisar svårigheter att följa planeringen, gör ändringar och anteckna noggrant kring detta eller   gå tillbaka till PLANERA och gör om det steget utifrån de nyvunna insikterna
- Samla mätdata efter att försöket genomförts

### Studera
- Sammanställ och bearbeta insamlade mätdata (t.ex. i tabeller, diagram) samt korstabulera eventuellt (koppla olika värden mot varandra) eventuellt
- Utvärdera de mätdata sammanställts och bearbetats
- Bedöm om förändringen var en förbättring, det vill säga dra slutsatser från utvärderingen i föregående punkt

### Agera
- Fatta beslut om vad som ska göras utifrån bedömning/slutsats t ex: - förkasta lösningsförslaget och gå tillbaka till PLANERA-steget och börja från början  - förkasta delvis lösningsförslaget och gå tillbaka till PLANERA-steget och vidareutveckla utifrån nya kunskaper och ta ytterligare ett varv i PDSA  - inför lösningsförslaget i begränsad omfattning i ordinarie verksamhet och följ upp genom ytterligare ett varv i PDSA  - implementera och standardisera lösningen, det vill säga använda den fullt ut
- Åter till PLANERA för att följa upp hur lösningen fungerar på lång sikt för att ständigt förbättra processen eller produkten

## PDCA
En variant av PDSA (Plan, Do, Study & Act) är PDCA, där "C" står för "Check".

## PDSA som grund för systematiskt arbete i allmänhet
I många sammanhang kan PDSA användas för att beskriva hur systematiskt arbete i projekt kan utföras. Bland annat kan projektspecifika tillägg göras för att mer i detalj beskriva hur ett visst projekt ska utföras. 